# Космоопашата къртица
Космоопашатата къртица (Parascalops breweri) е вид бозайник от семейство Къртицови (Talpidae), единствен представител на род Parascalops.

## Разпространение и местообитание
Разпространен е в Източна Северна Америка.